# Супіріор (селище, Вісконсин)
Супіріор (англ. Superior) — селище (англ. village) в США, в окрузі Дуглас штату Вісконсин. Населення — 677 осіб (2020).

## Географія
Супіріор розташований за координатами 46°39′12″ пн. ш. 92°6′34″ зх. д. / 46.65333° пн. ш. 92.10944° зх. д. (46.653329, -92.109402).  За даними Бюро перепису населення США в 2010 році селище мало площу 3,23 км², з яких 3,19 км² — суходіл та 0,04 км² — водойми.

## Демографія
Згідно з переписом 2010 року, у селищі мешкали 664 особи в 299 домогосподарствах у складі 194 родин. Густота населення становила 206 осіб/км².  Було 309 помешкань (96/км²).
Расовий склад населення:
| - 97,0 % — білих - 1,1 % — корінних американців - 0,3 % — азіатів - 0,2 % — чорних або афроамериканців |

До двох чи більше рас належало 1,4 %. Частка іспаномовних становила 1,1 % від усіх жителів.
За віковим діапазоном населення розподілялося таким чином: 20,5 % — особи молодші 18 років, 59,0 % — особи у віці 18—64 років, 20,5 % — особи у віці 65 років та старші. Медіана віку мешканця становила 47,1 року. На 100 осіб жіночої статі у селищі припадало 93,0 чоловіків;  на 100 жінок у віці від 18 років та старших — 88,6 чоловіків також старших 18 років.
Середній дохід на одне домашнє господарство  становив 66 811 долар США (медіана — 56 875), а середній дохід на одну сім'ю — 72 941 долар (медіана — 61 429). Медіана доходів становила 51 964 долари для чоловіків та 36 458 доларів для жінок. За межею бідності перебувало 8,8 % осіб, у тому числі 14,0 % дітей у віці до 18 років та 8,6 % осіб у віці 65 років та старших.
Цивільне працевлаштоване населення становило 304 особи. Основні галузі зайнятості: освіта, охорона здоров'я та соціальна допомога — 28,9 %, виробництво — 15,8 %, роздрібна торгівля — 12,5 %, мистецтво, розваги та відпочинок — 11,2 %.